# Szymon Sędrowski
Szymon Sędrowski (ur. 2 czerwca 1977 w Puławach) – polski aktor.

## Życiorys
W 2000 roku ukończył studia na Wydziale Aktorskim PWSFTviT w Łodzi. Do roku 2010 był zatrudniony w Teatrze im. Juliusza Osterwy w Lublinie. Od sezonu 2010/2011 związany jest z Teatrem Miejskim w Gdyni im. Witolda Gombrowicza.

## Filmografia
- 2017: Wojenne dziewczyny jako lekarz (odc. 4)
- 2016: Pierwsza miłość jako Marcel Nijak, pisarz
- 2016: Na dobre i na złe jako "R2"
- 2016: Ojciec Mateusz jako adwokat Marcin Borzęcki (odc. 198)
- 2014: Prawo Agaty jako trener Filipa (odc. 78)
- 2013: Tajemnica Westerplatte
- 2012: Anna German. Tajemnica Białego Anioła jako Zbigniew Tucholski, mąż Anny German
- 2012: Sęp jako Radosław Raczek
- 2011: Układ Warszawski jako Adam Pytel, mąż Magdy (odc. 8)
- 2010: Usta usta jako podrywacz Michał (sezon 1, odc. 6)
- 2009, od 2020: BrzydUla jako Bartek Dąbrowski
- 2008: Twarzą w twarz (sezon 2) jako mężczyzna
- 2007: Tajemnica twierdzy szyfrów
- 2004: Aryjska para jako żołnierz
- 2001: Na dobre i na złe jako Adam (gościnnie, odc. 56)
- 2001: M jak miłość jako mężczyzna w kawiarni (odc. 19)
- 2000: Syzyfowe prace jako Gumowicz